# Michael Sim

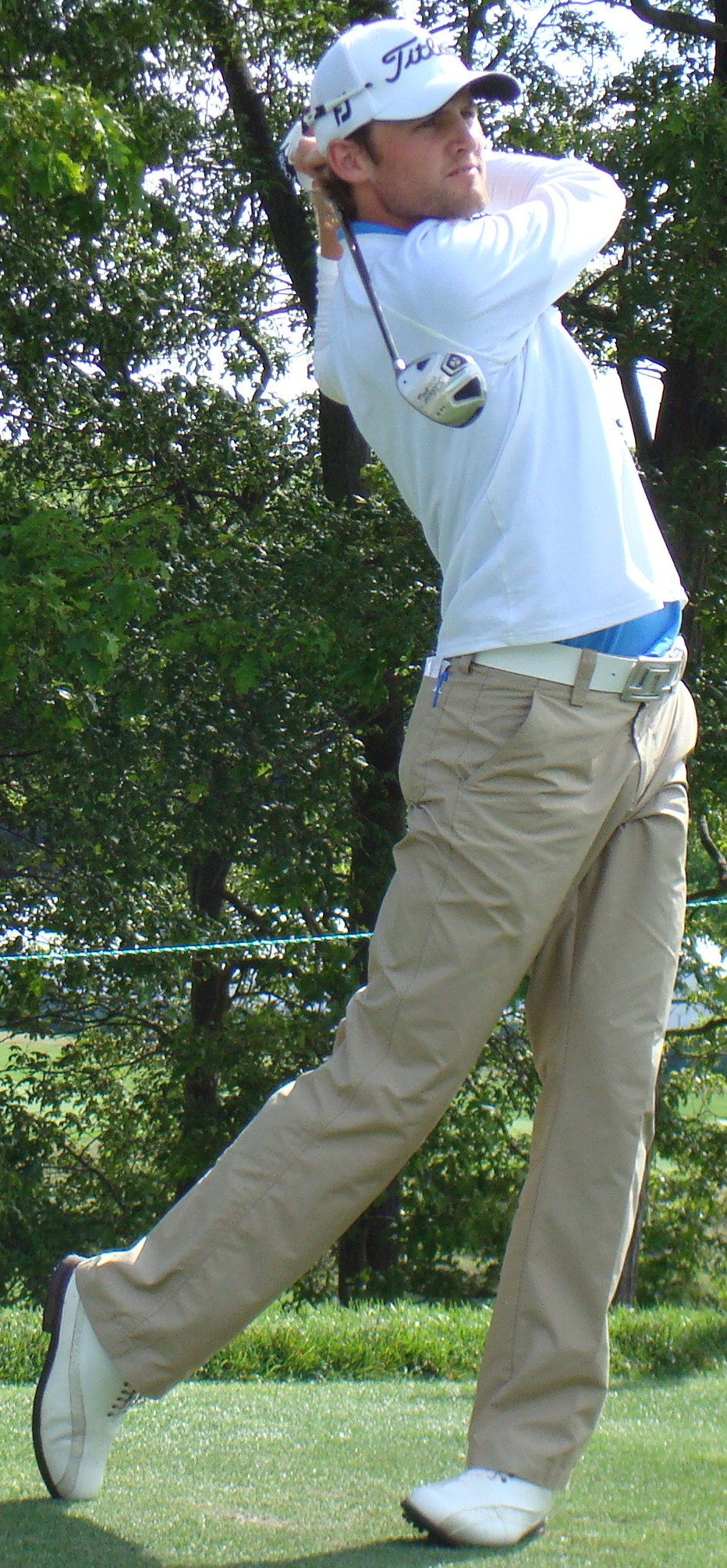

Michael Sim (Aberdeen, 23 oktober 1984) is een Australisch professioneel golfer hoewel hij is geboren in Schotland. Op 5-jarige leeftijd verhuisden zijn ouders naar Australië.

## Amateur
Michael Sim was de beste amateur van de wereld in 2005 nadat hij onder andere het Sunnehanna Amateur had gewonnen.

### Gewonnen
- 2002: Western Australia Amateur Championship
- 2004: Riversdale Cup, Southern Amateur
- 2005: New Zealand Amateur Stroke-Play Championship, Western Australia Amateur Matchplay Championship, Sunnehanna Amateur, Monroe Invitational

## Professional
Eind 2005 werd Sim professional. In 2006 speelde Sim 17 toernooien op de Nationwide Tour. Hij eindigde op de Order of Merit op de 19de plaats en mocht in 2007 op de Amerikaanse PGA Tour spelen. Na 17 toernooien had hij 9 cuts gehaald en bijna $400.000 verdiend en verloor zijn kaart.
In 2008 speelde hij deels op de PGA Tour, deels op de Nationwide Tour, en had aan het einde problemen met zijn rug.

In 2009 kwam Sim terug op de Nationwide Tour, net hersteld van zijn rugklachten. Binnen enkele maanden wisten alle spelers wie hij was. Hij haalde twaalf van de veertien cuts, won drie toernooien en de Order of Merit en werd gekozen tot Speler van het Jaar. 
In 2010 speelt hij op de Amerikaanse PGA Tour. Als winnaar van de Order of Merit is hij uitgenodigd voor de Players Championship in 2010.

### Gewonnen

##### Nationwide Tour
- 2009: Stonebrae Classic, BMW Charity Pro-Am, Christmas in October Classic